# Anacroneuria uru
Anacroneuria uru és una espècie d'insecte plecòpter pertanyent a la família dels pèrlids.

## Etimologia
El seu nom científic fa referència a l'ètnia uru, la qual viu a les àrees frontereres entre el Perú i Bolívia.

## Descripció
- És molt similar a Anacroneuria chorrera i Anacroneuria muesca.
- Els adults presenten el cap principalment pàl·lid, el pronot de color marró clar amb ratlles més fosques sublaterals que corren més o menys des dels marges posteriors fins als anteriors i les membranes alars transparents amb la nervadura marró.
- Les ales anteriors del mascle fan 21 mm de llargària.
- La nimfa i la femella no han estat encara descrites.[5][3]

## Hàbitat
En el seu estadi immadur és aquàtic i viu a l'aigua dolça, mentre que com a adult és terrestre i volador.

## Distribució geogràfica
Es troba a Sud-amèrica: el Perú i Bolívia.